# Euplectes
Euplectes es un género de aves paseriformes de la familia Ploceidae. Todas son nativas de África, al sur del Sahara. Se cree que todas las aves del género son poligínicas.

## Especies
El género tiene las siguientes especies:
- Euplectes afer – obispo coronigualdo.
- Euplectes diadematus – obispo diademado.
- Euplectes gierowii – obispo negro.
- Euplectes hordeaceus – obispo alinegro.
- Euplectes franciscanus – obispo anaranjado.
- Euplectes orix – obispo rojo.
- Euplectes nigroventris – obispo de Zanzíbar.
- Euplectes aureus – obispo dorado.
- Euplectes capensis – obispo culigualdo.
- Euplectes axillaris – obispo de abanico.
- Euplectes macroura – obispo dorsiamarillo.
- Euplectes albonotatus – obispo aliblanco.
- Euplectes ardens – obispo acollarado.
- Euplectes hartlaubi – obispo marismeño.
- Euplectes psammacromius – obispo montano.
- Euplectes progne – obispo colilargo.
- Euplectes jacksoni – obispo de Jackson.

## Carácter invasor en España
Debido a su potencial colonizador y constituir una amenaza grave para las especies autóctonas, los hábitats o los ecosistemas, todas las especies y subespecies dentro del género Euplectes han sido incluidas en el Catálogo Español de Especies Exóticas Invasoras, regulado por el Real Decreto 630/2013, de 2 de agosto, estando prohibida en España su introducción en el medio natural, posesión, transporte, tráfico y comercio.